# Замок у Білому Камені

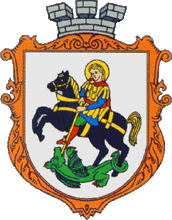
Герб містечка Білий Камінь

За́мок у Бі́лому Ка́мені — повністю зруйнована фортифікаційна споруда у селі Білому Камені Золочівського району Львівської області. У XVII–XVIII ст. належав до найкращих магнатських резиденцій Руського воєводства.

## Історія

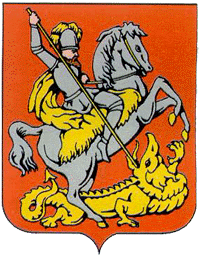
Герб 1682 року

Замок у селі Білий Камінь на рівнині біля Західного Бугу заклав перед 1611 роком каштелян київський, князь Юрій Вишневецький. Після смерти князя замок і містечко Білий Камінь перейшли до його племінника князя Яреми Вишневецького, одного з найбагатших людей тодішньої України. Князь Ярема з дружиною Ґризельдою із Замойських розбудував замок, перетворивши його на одну з найкращих резиденцій у краї. За однією з легенд (за польськими джерелами — факт), 31 липня 1640 року в замку народився син Яреми, князь Михайло Корибут Вишневецький — майбутній король Речі Посполитої (з 1669 р.), який доволі часто перебував тут разом із своєю мамою.
Навколо призамкового озера на рівнині розкинувся парк на 28 гектарах. Тут господарі приймали у серпні 1646 року короля Владислава IV Вазу з королевою Марією Луїзою. У наступні десятиліття військових лихоліть замок у 1648 і 1649 рр. здобували козаки. Очевидно замок не був надто понищеним, бо в липні 1649 року в замку зупинявся король Ян ІІ Казимир. Він з військом прямував на допомогу Яремі Вишневецькому, якого в замку Збаража півтора місяці тримали в облозі козаки. Дорогою військо короля було розбите козаками у Зборівській битві.
Відбудований замок 1672 р. описав Ульріх фон Вердум, як зведений з білого каміння італійським способом, оточений вежами та озером. У вересні того ж року замок захопило турецьке військо, що йшло на Львів. Повторно замок захопили і зруйнували турки Ібрагіма Шишмана через три роки. Замок відновив за 30000 золотих економ Вишневецьких Владислав Цишевський (1681–1682), тоді ж Білому Камені було підтверджене надання магдебургії.
Через шлюб Урсули Францішки з Вишневецьких замок перейшов у XVIII ст. до Радзивіллів, для яких була проведена чергова перебудова замку на великопанську резиденцію. У замку мешкала друга дружина сина Урсули Францішки Карля Станіслава Радзивілла «Пане Коханку» — Тереза Кароліна з Жевуських (1742-1812). Через невдалий шлюб її репутація була зіпсована, ширилися чутки про її розпутне життя і усілякі насильства над бідними шляхтичами, які сам її чоловік і поширював, щоб добитися розлучення на вигідних умовах. Один бідний шляхтич Ігнацій Чешейко, придворний її чоловіка, і справді був нею доведений до страти через несправдливий вирок Кременецького суду, і, за однією з двох різних версій, його стратили у пивницях замку. Шлюб Радзивіллів був бездітним, тому після смерті господарки замок придбав Фелікс Богуш, який занедбав замок до тої міри, що він з бігом часу перетворився на суцільну руїну 
За люстрацією 1814 р. в замку прогнили дерев'яні підлоги, перекриття, крокви даху, були відсутні рами вікон. На вимогу австрійців замок довелось позбавити обороноздатності, розібравши частину мурів. Власник — адвокат Юзеф Маліш — використав камінь із замку для будівництва господарських споруд, цукрового заводу, переробленого згодом на пивоварню. Рештки будівель замку вигоріли 1848 р.. Власник, очевидно, не мав коштів чи бажання для проведення недешевого відновлення будівель. На кінець XIX ст. рештки мурів здіймались на декілька метрів над землею, вони видніються на світлинах 1919 р. Мечислава Орловича. Від первісного замку збереглася лише в'їздова брама та одна з башт-бастіонів, які були розібрані по закінченні Другої світової війни.
Руїни замку були планомірно знищені у часи СРСР. Спочатку камінь використовували для мощення дороги, потім селище Білий Камінь стало зразковою садибою колгоспу-мільйонера, вигляд якого, на думку ідеологів, псували руїна замку, закритий костел біля давньої ринкової площі містечка. На місці замку з допомогою бульдозерів облаштували футбольне поле, костел XVII ст. врятував Борис Возницький, облаштувавши протягом 1977–1982 рр. у ньому виставковий зал Львівської галереї мистецтв, що доповнив зразкові готель, клуб культури, школу, правління колгоспу зразкового села, котрі були збудовані навколо ринкової площі давнього містечка.

## Вигляд
Автор проекту замку достовірно невідомий. Імовірно, його споруджували одночасно з костелом за проектом того ж архітектора. Згадки про участь у будівництві львівського архітектора Амвросія Прихильного не підтверджені жодними документальними згадками. Замок у Білому Камені мав форму прямокутника з кутовими восьмигранними вежами. Одна з веж, імовірно, після руйнування була відбудована круглою або була пристосована під замкову каплицю, що вимагало деякого збільшення її розміру. Арка брами замку в південно-західній стіні мала ренесансний портал з коринфськими колонами. Понад архітравом порталу містилась пам'ятна плита, ймовірно, присвячена народженню тут короля Михайла Корибут-Вишневецького. Можливо, наприкінці XVIII ст. у суміжному мурі був пробитий другий в'їзд на замкове подвір'я. Житлові будівлі Г-подібної форми із засклепленими приміщеннями нижнього ярусу розташовувались попід двома прилеглими пряслами замкового муру. Там були 2 великі зали і 30 кімнат. Замковий двір обрамлювала аркада.
Імовірно, уяву про вигляд замку може дати зображення дещо однотипного з ним по плану, розміру і часу спорудження замку у Баранові Сандомирському з дворясунним житловим палацом Г-подібної форми, чотирма наріжними вежами й аркадами навколо двору. Окрім того власники замків Вишневецькі і Лещинські були доволі спорідненими родинами.

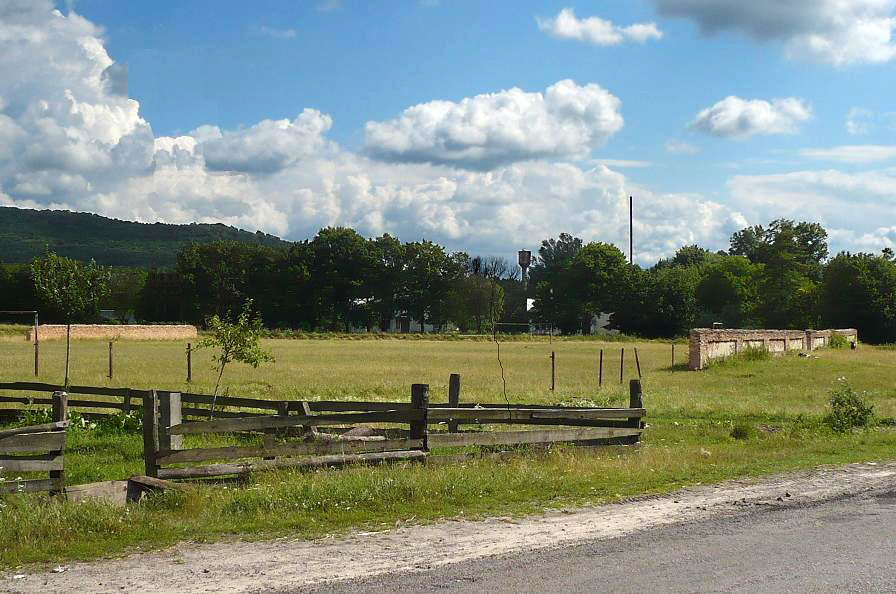
Рештки замку
Портал брами замку на світлині М. Орловича
Вежа замку на світлині М. Орловича
Вигляд замку на сер. XIX ст. (малюнок Б. Стенчинського)
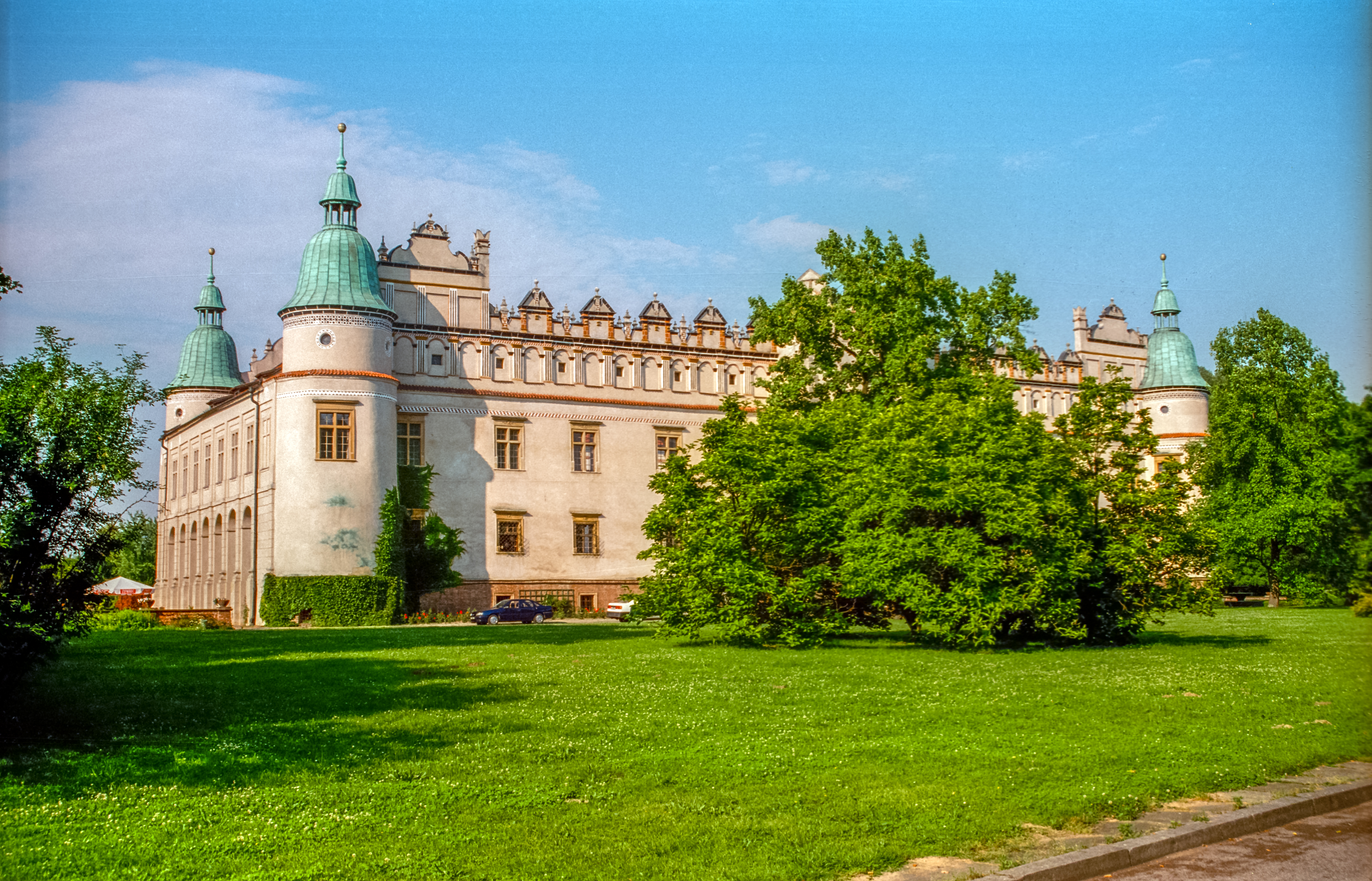
Замок у Баранові Сандомирському
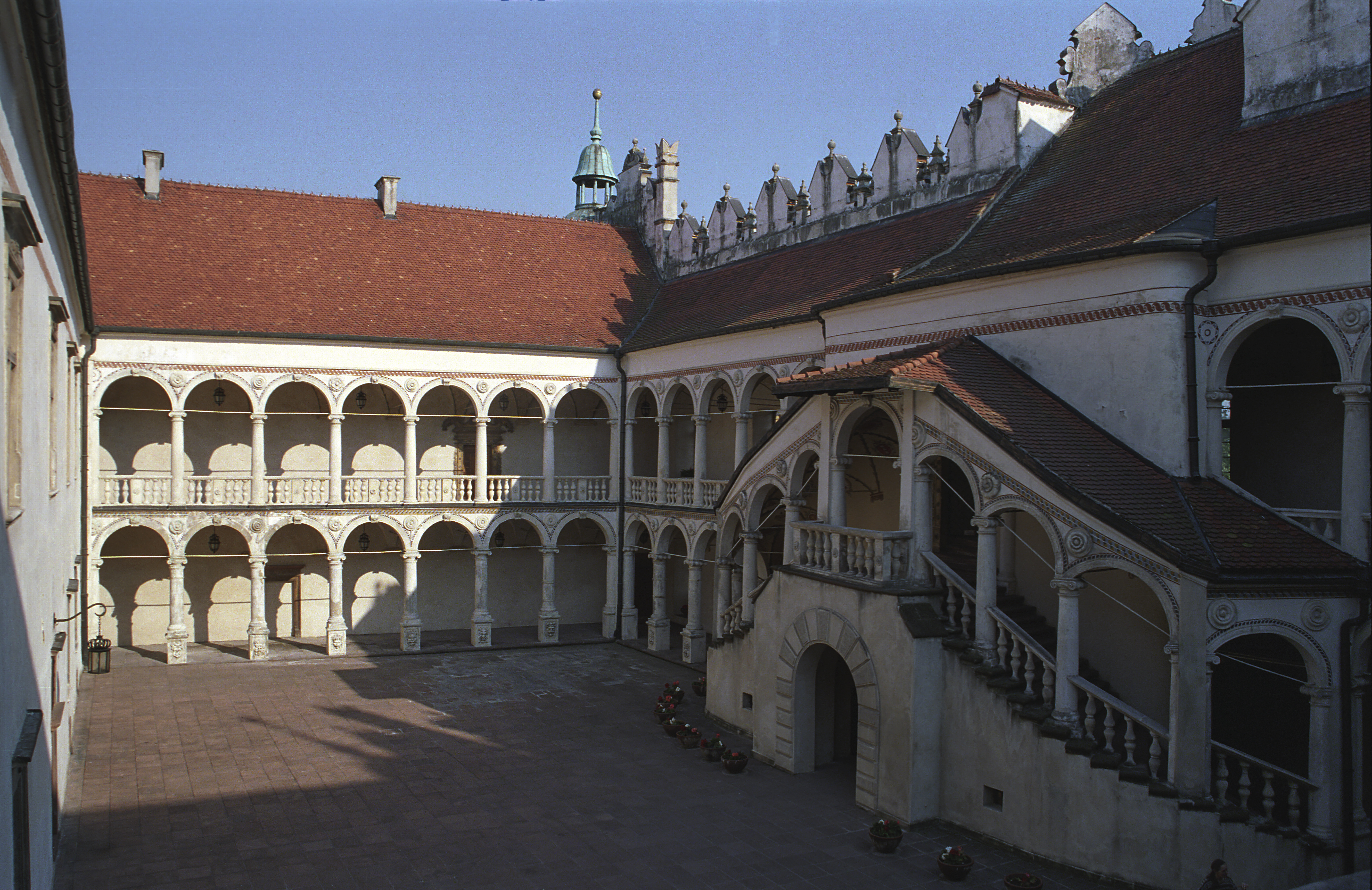
Аркади двору замку у Баранові Сандомирському.
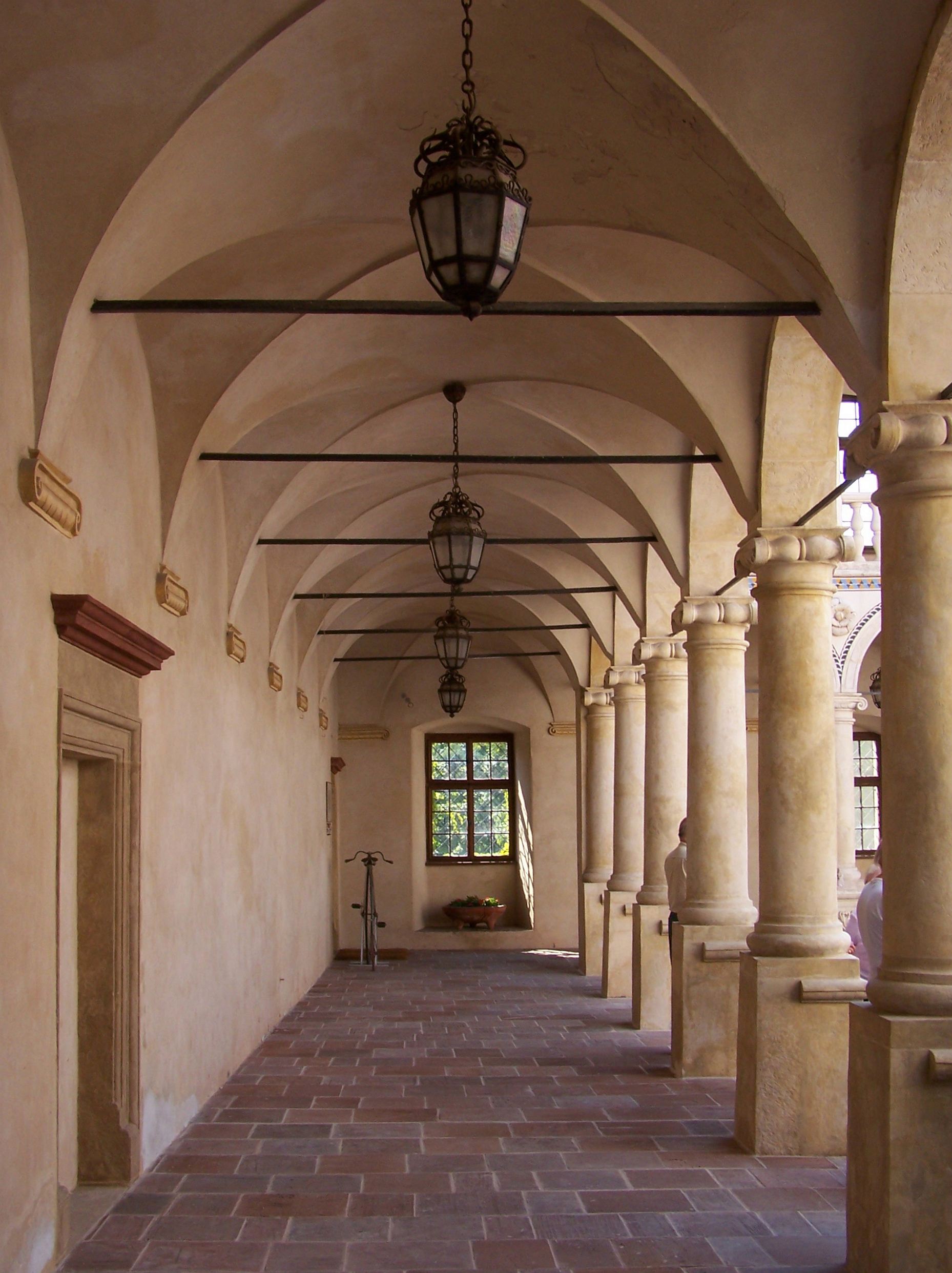
Аркада у Баранові Сандомирському